# Александар Аранитовић
Александар Аранитовић (Београд, 24. јануар 1998) је српски кошаркаш. Игра на позицији бека, а тренутно наступа за Бреоган.

## Каријера

### Млађе категорије
Кошарком је почео да се бави у млађим категоријама Беовука. Касније прелази у Црвену звезду где наступа за јуниорски састав. Био је учесник Џордановог кампа у Њујорку. Са јуниорским тимом Црвене звезде осваја турнир Евролиге 2014. У финалу је савладан мадридски Реал, а Аранитовић је проглашен за најбољег играча утакмице. И у следећој сезони са Црвеном звездом је доспео до финала где их је опет чекао Реал, овога пута као домаћин тог такмичења. Ипак и поред сјајне утакмице Аранитовића који је постигао 26 поена, Црвена звезда је изгубила.
У домаћим такмичењима у свим селекцијама Аранитовић је освајао трофеје и често био најбољи играч. Између остало и 2015. када су кадети употпунили трофеје у свим својим селекцијама, а Аранитовић је проглашен за најбољег играча.

### Црвена звезда
У сезони 2014/15. је прикључен првом тиму Црвене звезде и дебитовао је за први тим на утакмици Суперлиге Србије против Мега Лекса. Управо је следеће сезоне послат на позајмицу у Мегу и тада бележи прве наступе у АБА лиги. Дана 25. јануара 2016. (дан након 18. рођендана) потписује и професионални четворогодишњи уговор са Црвеном звездом. Почетком фебруара 2016, док је играо за Мега Лекс, доживео је тешку повреду због које је пропустио остатак те сезоне. У децембру 2016. је обновио повреду, те је због тога пропустио и целу 2016/17. сезону. У лето 2017. раскинуо је уговор са црвено-белима.

### Партизан
Дана 9. августа 2017. године је потписао трогодишњи уговор са Партизаном и задужио дрес са бројем 7. Дрес Партизана је пре њега носио и његов старији брат Петар. Са Партизаном је освојио Куп Радивоја Кораћа 2018. године победом у финалу над Црвеном звездом у Нишу 81:75.
На почетку сезоне 2018/19. је наступио на првих пет утакмица у АБА лиги, као и на прве четири утакмице у Еврокупу (све док је тренер био Ненад Чанак). Доласком Андрее Тринкијерија на место тренера Партизана, Аранитовић губи место у тиму и до краја сезоне не бележи ниједан наступ. Није био лиценциран за такмичење у Купу Радивоја Кораћа као ни за Суперлигу Србије.
На почетку сезоне 2019/20. није био лиценциран ни за једно такмичење, па самим тим није ни наступао. Тренирао је одвојено од првог тима, а крајем новембра 2019. је раскинуо уговор са Партизаном.

### Каснија каријера
У јануару 2020. је потписао уговор са екипом Блое која се такмичи у француској другој лиги.
Крајем септембра 2020. је потписао пробни уговор са холандским прволигашем Ден Босом. У јануару 2021. је потписао за Младост из Земуна.
У сезони 2021/22. је наступао за литванског прволигаша Дзукију.

## Репрезентација
Александар је редован члан млађих репрезентативних селекција Србије. На кадетском првенству Европе освојио је сребрну медаљу. Просечно је постизао 6,1 поен уз 3,4 скока и 1,3 асистенцију по утакмици. Следеће године је поново био члан исте селекције која је освојила тек шесто место. Александар је био међу најбољим појединцима у репрезентацији Србије, са просечних 15,9 поена, 5,1 скока и 3,8 асистенција по утакмици.

## Успеси

### Клупски
- Црвена звезда:
  - Првенство Србије (1): 2014/15.
- Партизан:
  - Куп Радивоја Кораћа (1): 2018.
- Цибона:
  - Куп Хрватске (1): 2023.

### Репрезентативни
- Европско првенство до 16 година:  2013.
- Светско првенство до 17 година:  2014.

## Остало
Његов старији брат Петар такође се бави кошарком.